# (1070) Túnica
(1070) Túnica es un asteroide perteneciente al cinturón exterior de asteroides descubierto por Karl Wilhelm Reinmuth el 1 de septiembre de 1926 desde el observatorio de Heidelberg-Königstuhl, Alemania.

## Designación y nombre
Túnica fue designado inicialmente como 1926 RB.
Posteriormente se nombró por la Datura metel, una planta de la familia de las solanáceas, conocida popularmente como túnica de Cristo o trompeta del diablo.

## Características orbitales
Túnica orbita a una distancia media del Sol de 3,231 ua, pudiendo alejarse hasta 3,487 ua y acercarse hasta 2,975 ua. Su inclinación orbital es 16,97° y la excentricidad 0,07922. Emplea en completar una órbita alrededor del Sol 2122 días.